# 명곡로 (양산시)
명곡로(Myeonggok-ro)는 경상남도 양산시 북부동과 명곡동을 연결하는 도로이다.

## 노선 경로
- 삼거리 명칭 미상 - 양산대로 (국도 제35호선)
- 동원과학기술대사거리 - 동서로
- 양산파브르체험학교 방향 진입 끝

## 주요 건물 및 시설
- 동원과학기술대학교 (경상남도 양산시 명곡로 321)
- 양산파브르체험학교 (경상남도 양산시 명곡로 605)